# ام‌جی‌ام‌تی
ام‌جی‌ام‌تی (‎/ɛm-dʒi-ɛm-tiː/‎) یک گروه موسیقی پاپ و راک آمریکایی است که در سال ۲۰۰۲ در میدل‌تاون، کنتیکت شکل گرفت. این گروه توسط اندرو وان واینگاردن و بن گلدواسر چند سازنده تأسیس شد. در حال حاضر در کنار واینگاردن و گلدواسر، گروه موسیقی زنده ام‌جی‌ام‌تی متشکل از درامر ویل برمن، باسیست سیمون او کانر و گیتاریست و کیبورد جیمز ریچاردسون است.